# Frenemies
Frenemies (no Brasil: Inimigos de Infância ou Aminimigos; em Portugal: Aminimigos) é um filme estadunidense original do Disney Channel, lançado em 13 de janeiro de 2012, escrito por Dava Savel, Wendy Weiner e Jim Krieg, e estrelado por Bella Thorne, Zendaya, Stefanie Scott, Nick Robinson e Mary Mouser. A estreia no Brasil foi no dia 06 de setembro de 2012, na Rede Telecine.

## Sinopse
As melhores amigas Avalon (Bella Thorne), uma patricinha fashonista e Halley (Zendaya),uma Geek tímida, vêem a chance de transformar seu blog sobre moda 'Geekly Chic' em uma revista quando uma grande editora as descobre e vê o poder de atingir os jovens que o blog tem. Porém a amizade é testada quando recebem a notícia que apenas uma delas será editora, começando uma guerra para mostrar quem tem mais talento - valendo até mesmo jogos sujos e passar por cima da amizade.
Ao mesmo tempo o fracassado Jake (Nick Robinson) e seu cão Murray vivem em perfeita harmonia, até a aparição de Julianne (Stefanie Scott), a grande paixão de Jake. A questão é que Murray não gosta de Julianne e a mesma não gosta de cachorros, fazendo com que Jake escolha o que é mais importante. 
Por fim a história de Savannah (Mary Mouser), uma garota pobretona com quem se parece muito com Emma (Mary Mouser), uma milionária infeliz e sem amigos. As duas garotas acreditam que a vida da outra é melhor que a própria e decidem trocar de lugar por um tempo, mas vão perceber que nem tudo é tão fácil quanto parece.

## Elenco
- Bella Thorne como Avalon Greene
- Zendaya como Halley Brandon
- Mary Mouser como Savannah ONeal/Emma Reynolds
- Nick Robinson como Jake Logan
- Stefanie Scott como Julianne
- Connor Price como Walker
- Jascha Washington como Kendall Brandon
- Dylan Everett como Lance Lancaster
- Kathryn Greenwood como Lisa Logan
- Doug Murray como Roger O'Neal
- Clive Walton como Walt Reynolds
- Natalie Radford como Jacqueline Reynolds
- Jessalyn Wanlim como Cherie St. Claire
- Jesse Bostick como Emmett
- Julian Kennedy como Owen
- Winston como Murray
- Stewart Arnott como Pemberly
- Tom Hughes como Johnny Frank Cusci.
- Matt Baram como Sr. Brock
- Niamh Wilson como Brittany
- Chantelle Chung como Megan
- Deshun Clarke como Leonard
- Tyson Smith como Amigo de Walker #1
- Aidan Shiply como Amigo de Walker #2
- Aniko Kaszas como Instrutor de esgrima
- Sonia Laplante como Sra. Fontaione
- Joni Henson como Cantora de Opera
- Michael Fiorino como Shoe Salesman
- Jung YulKim como Buncer

## Estreias internacionais
| País                                                                         | Canal                                                   | Data de Estreia                                                                          | Título                          |
| ---------------------------------------------------------------------------- | ------------------------------------------------------- | ---------------------------------------------------------------------------------------- | ------------------------------- |
| Canadá                                                                       | Family Channel                                          | 13 de Janeiro de 2012                                                                    | FRenemies                       |
| Estados Unidos                                                               | Disney Channel EUA                                      | 13 de Janeiro de 2012                                                                    | FRenemies                       |
| Irlanda · Reino Unido                                                        | Disney Channel Reino Unido & Irlanda                    | 02 de Março de 2012                                                                      | FRenemies                       |
| Itália                                                                       | Disney Channel Itália                                   | 17 de Março de 2012                                                                      | NEmiciperlapelle                |
| França                                                                       | Disney Channel França                                   | 10 de Abril de 2012                                                                      | AMIennemies                     |
| Austrália · Nova Zelândia                                                    | Disney Channel Austrália & Nova Zelândia                | 13 de Abril de 2012                                                                      | FRenemies                       |
| Turquia                                                                      | Disney Channel Turquia                                  | 21 de Abril de 2012                                                                      | Dost Musun Düşman Mı?           |
| Bulgária                                                                     | Disney Channel Bulgária                                 | 28 de Abril de 2012                                                                      | Не-приятели                     |
| Chéquia                                                                      | Disney Channel República Checa                          | 28 de Abril de 2012                                                                      | NE/přátelé                      |
| Chipre · Grécia                                                              | Disney Channel Grécia                                   | 28 de Abril de 2012                                                                      | Φίλεχθροι                       |
| Hungria                                                                      | Disney Channel Hungria                                  | 28 de Abril de 2012                                                                      | Bar/átok                        |
| Moldávia · Roménia                                                           | Disney Channel Roménia                                  | 28 de Abril de 2012                                                                      | Prieteni sau adversari          |
| Polónia                                                                      | Disney Channel Polónia                                  | 28 de Abril de 2012                                                                      | Nie-przyjaciele                 |
| Portugal                                                                     | Disney Channel Portugal                                 | 28 de Abril de 2012                                                                      | AMinimigos                      |
| Espanha                                                                      | Disney Channel Espanha                                  | 28 de Abril de 2012                                                                      | AMIenemigos                     |
| Ucrânia                                                                      | Disney Channel Ucrânia                                  | 28 de Abril de 2012                                                                      | Закляті друзі                   |
| Japão                                                                        | Disney Channel Japão                                    | 06 de Maio de 2012                                                                       | フレネミーズ                    |
| Alemanha                                                                     | Disney Channel Alemanha                                 | 12 de Maio de 2012                                                                       | Best FReinde                    |
| Dinamarca · Finlândia · Noruega · Suécia                                     | Disney Channel Escandinávia                             | 18 de Maio de 2012                                                                       | Frenemies                       |
| Rússia                                                                       | Disney Channel Rússia                                   | 19 de Maio de 2012                                                                       | Заклятые друзья                 |
| Israel                                                                       | Disney Channel Israel                                   | 24 de Maio de 2012                                                                       | ״פראנמיס״                       |
| Países Baixos · Bélgica                                                      | Disney Channel Países Baixos                            | 25 de Maio de 2012                                                                       | Frenemies                       |
| Brunei · Malásia                                                             | Disney Channel Malásia                                  | 04 de Junho de 2012                                                                      | Frenemies                       |
| Camboja · Indonésia · Filipinas · Singapura · Tailândia · Vietname           | Disney Channel Ásia                                     | 04 de Junho de 2012                                                                      | Frenemies                       |
| Argentina · Chile · Colômbia · Equador · México · Peru · Uruguai · Venezuela | HBO Family Latino America Disney Channel Latino America | 04 de Julho de 2012 10 de Novembro de 2013                                               | AMInemigas                      |
| Brasil                                                                       | Rede Telecine Disney Channel Brasil Rede Globo SBT      | 06 de Setembro de 2012 10 de Novembro de 2013 23 de Julho de 2015 20 de Setembro de 2015 | INimigos de INfância AMInimigos |